# Alberich (Beschichtung)

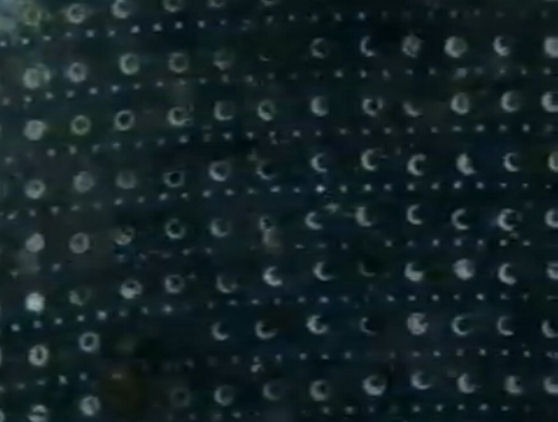
In diesem gut ein Quadratdezimeter großen Stück des Alberich-Tarnüberzugs von U 480 erkennt man Reihen mit unterschiedlich großen Löchern.

Alberich war der während des Zweiten Weltkriegs von der deutschen Kriegsmarine gewählte Deckname für eine besondere gummiartige Tarnbeschichtung der Außenhaut von U-Booten, wodurch diese gegen Schallortung von alliierten Schiffen geschützt wurden.
Der Name ist vom Zwergenkönig Alberich entlehnt, einer Sagengestalt aus der germanischen Mythologie, die sich mithilfe einer Tarnkappe, beziehungsweise eines Tarnmantels, unsichtbar machen kann.

## Geschichte

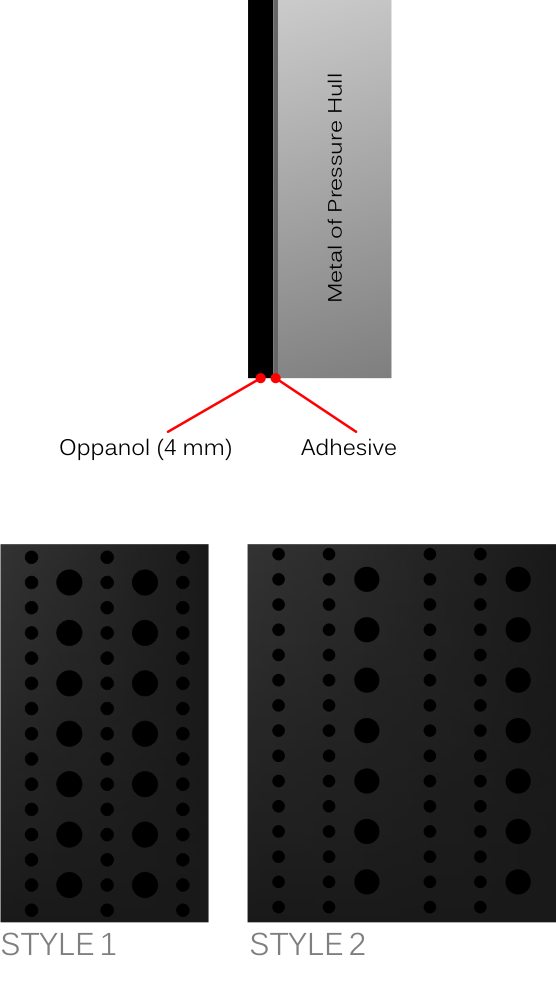
Schemazeichnung der Alberich-Beschichtung (oben: Querschnitt; unten: Aufsicht).

Zum Aufspüren getauchter U-Boote und zur U-Jagd nutzten alliierte Überwasserschiffe, wie Korvetten und Zerstörer der Royal Navy, das vom Anti Submarine Detection Investigation Committee entwickelte Ortungssystem ASDIC, einen Vorläufer des heutigen Sonars. Dabei werden Schallimpulse im Frequenzbereich zwischen etwa 10 kHz und 20 kHz unter Wasser ausgesendet. Treffen sie auf die metallische Außenhülle eines U-Boots, so werden sie reflektiert und können durch Unterwassermikrofone empfangen werden. Anhand der Laufzeit sowie der Richtung der Schallortung lässt sich die ungefähre Lage und Tauchtiefe des U-Bootes bestimmen.
Genau dies sollte Alberich verhindern. Dazu wurden auf die Außenhülle des U-Bootes Platten („Kacheln“) aus einem gummiartigen Kunststoff geklebt. Verwendet wurde Oppanol, ein erstmals 1931 von BASF produziertes Polymer. Die Platten bestanden aus zwei übereinanderliegenden Schichten von jeweils etwa 2 mm Dicke und waren rund einen Quadratmeter groß. Die mit Durchmessern von 2 mm und 4 mm reihenförmig gelochte Innenschicht bildete mit der dichten Außenschicht unzählige kleine Luftkammern. Die Lochdurchmesser und die Anordnung der Löcher waren so gewählt worden, um akustische Impulse im Frequenzbereich zwischen 9 kHz und 17 kHz unter Wasser möglichst gut zu absorbieren. War das Boot vollständig beklebt, wurde sein Reflexionsfaktor auf etwa 15 % reduziert, was die Ortung erheblich erschwerte. Die Schutzwirkung war allerdings abhängig von Salzgehalt, Luftgehalt, Temperatur und Druck des umgebenden Wassers. Aufgrund der Flexibilität der Außenschicht, standen eingeschlossene Luftkammervolumina der Schicht und Tauchtiefe in direkter Beziehung. Ein zusätzlicher Vorteil der „Gummihaut“ war, dass auch Geräusche aus dem Inneren des Boots, beispielsweise Motorengeräusche, gedämpft wurden.
Wichtig war, möglichst alle äußeren Teile des Boots mit Alberich zu versehen, so auch die Deckgeschütze. Schon kleine Lücken im „Tarnmantel“ konnten den Schutz zunichtemachen und das Boot verraten. Probleme traten mit dem Kleber auf, der den rauen Bedingungen auf Hoher See und unter Wasser nicht immer gerecht wurde. Beispielsweise bei Grundberührung des Boots konnten sich Kacheln ganz oder teilweise ablösen, so den Schutz verringern oder sogar verräterische flatternde Geräusche verursachen. Zuverlässigere Klebstoffe wurden gesucht, aber bis Kriegsende bekamen nur wenige U-Boote die Alberich-Beschichtung. Dazu gehörten UD 4, U 67, U 470, U 480, U 485, U 486, U 1105, U 1106, U 1107, U 1304, U 1306, U 4704 und U 4708.
Das erste Boot, mit dem bereits 1940 Vorversuche durchgeführt wurden, war U 11. Es erhielt eine Beschichtung namens Fafnir, jedoch noch nicht Alberich. Im Juli und August 1941 wurde Alberich zum ersten Mal an U 67 in der Ostsee und im Lofjord bei Trondheim erprobt.
Das erste U-Boot, das die Tauglichkeit dieser Tarnkappentechnik im Einsatz bewies, war U 480 unter seinem Kommandanten Oberleutnant zur See Hans-Joachim Förster. Im August 1944, auf seiner Fahrt mit Alberich-Tarnung, versenkte es vier Schiffe im gut geschützten Ärmelkanal.
Gegen Kriegsende sollten die neuen U-Boote vom Typ XXIII großteils mit Alberich ausgeliefert werden. Kriegsbedingt gelang dies jedoch nur noch für U 4704 und U 4708.